# Sundhoffen
Sundhoffen (deutsch Sundhofen) ist eine französische Gemeinde mit 1971 Einwohnern (Stand 1. Januar 2022) im Département Haut-Rhin in der Region Grand Est (bis 2015 Elsass). Sie liegt im Arrondissement Colmar-Ribeauvillé und im Kanton Colmar-2.

## Geschichte
Der Ort Sundhoffen ist zum ersten Mal erwähnt worden in einer Urkunde aus dem Jahr 768 (Suntor). Während das alte Dorf seit Jahrhunderten auf der Westseite des Flusses Ill lag, ist erst nach dem Zweiten Weltkrieg ein Neubaugebiet östlich der Ill entstanden. Heute gibt es nur noch wenige Vollzeit-Landwirte, die meisten Einwohner sind Berufspendler.
Im Jahre 1848 bekamen alle männlichen Einwohner des Ortes das Wahlrecht und waren damit zum ersten Mal eingebunden in die Politik Frankreichs.
Etwa zur gleichen Zeit wurde zum ersten Mal eine feste, dauerhafte Brücke über die Ill gebaut; sie ersetzte die früheren, eher zerbrechlichen Flussübergänge.

## Bevölkerungsentwicklung
Zu Beginn des 19. Jahrhunderts stiegen die Einwohnerzahlen zunächst an, gegen 1840 auf 1278 Einwohner. Dann aber verlor der Ort wieder an Einwohnern und erst 1975 wohnten wieder ähnlich viele Menschen in der Gemeinde. Die Landflucht war die Ursache des Bevölkerungsschwunds.
| Jahr                       | 1962 | 1968 | 1975 | 1982 | 1990 | 1999 | 2006 | 2018 |
| -------------------------- | ---- | ---- | ---- | ---- | ---- | ---- | ---- | ---- |
| Einwohner                  | 812  | 872  | 1299 | 1670 | 1756 | 1911 | 1939 | 1930 |
| Quellen: Cassini und INSEE |      |      |      |      |      |      |      |      |

## Sehenswürdigkeiten
- Kirche Saint-Josef

Kirche St. Josef
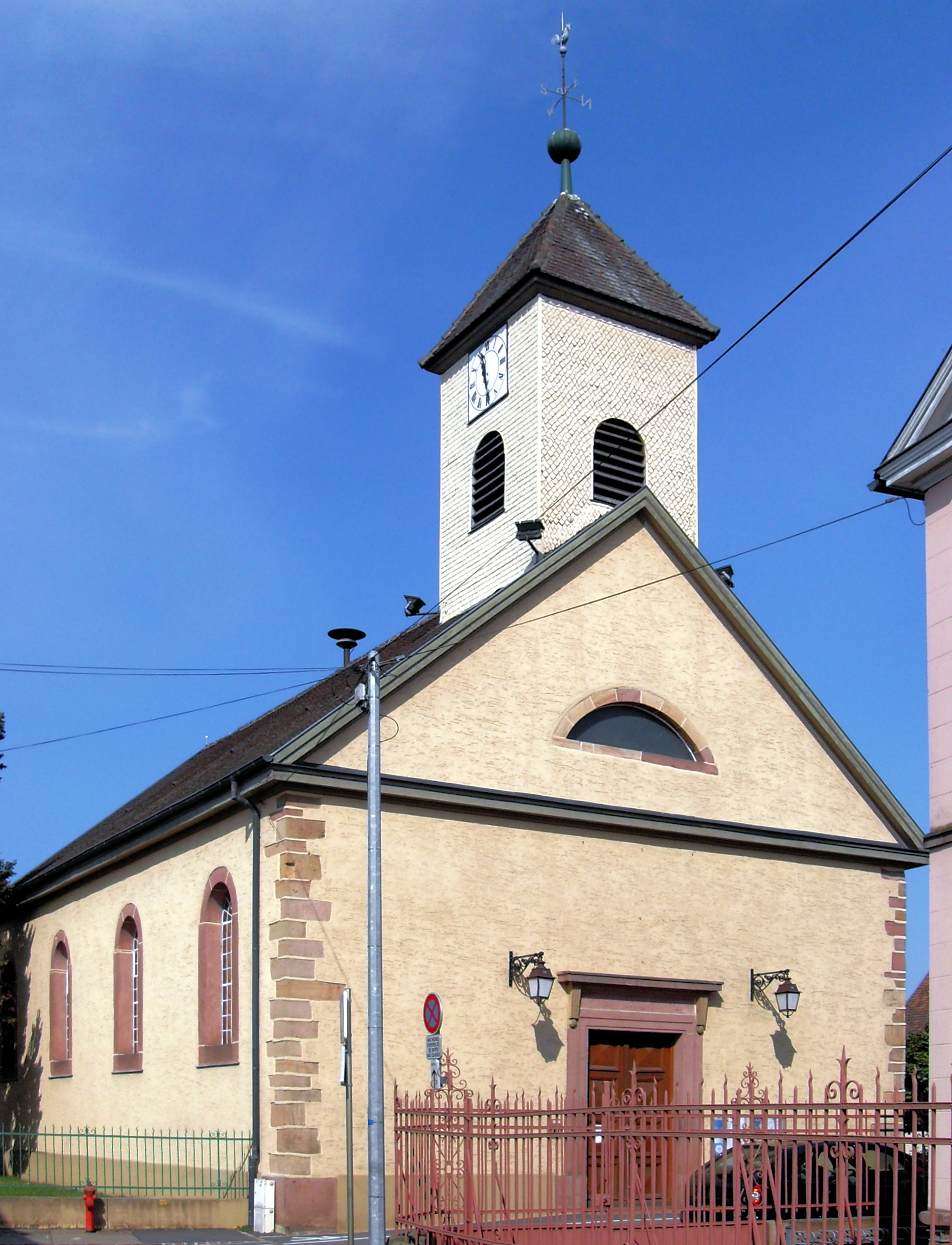
Südostseite
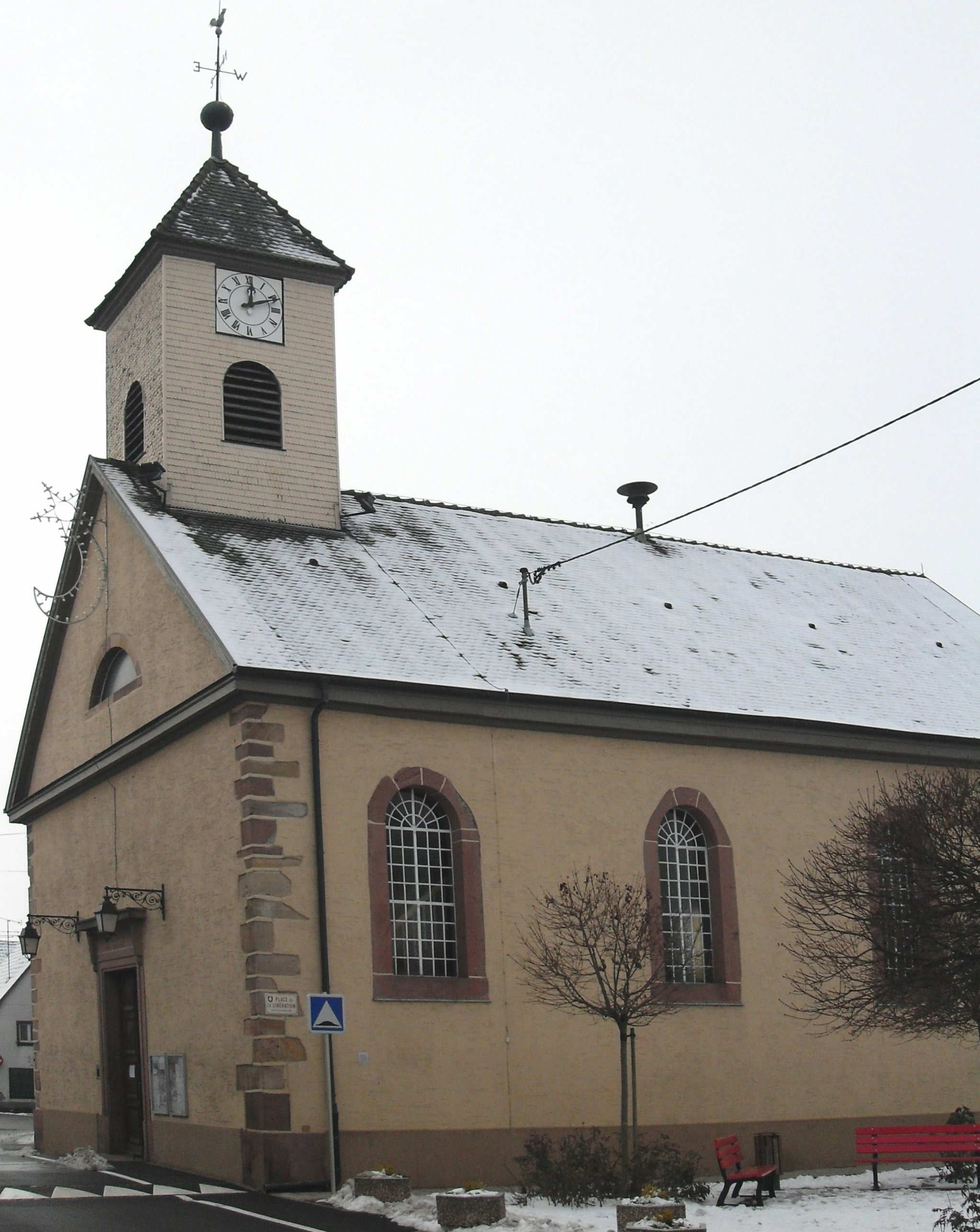
Nordostseite

## Verkehr
Sundhoffen liegt an der Eisenbahnlinie Colmar-Volgelsheim-Marckolsheim, die heute zwischen Colmar und Volgelsheim nur noch für den Güterverkehr benutzt wird, während auf dem rheinparallelen Abschnitt zwischen Volgelsheim und Marckolsheim an Wochenenden auch eine Museumseisenbahn mit Dampfbetrieb verkehrt.